# Ihor Plastoune
Ihor Volodymyrovytch Plastoune (en ukrainien : Пластун Ігор Володимирович), né le 20 août 1990 à Kiev, est un footballeur international ukrainien qui joue au poste de défenseur à la KAS Eupen.

## Biographie
Avec le club du Ludogorets Razgrad, il atteint les seizièmes de finales de la Ligue Europa en 2018, en étant battu par l'équipe italienne du Milan AC.

## Palmarès
- Champion de Bulgarie en 2017 et 2018 avec le Ludogorets Razgrad
- Finaliste de la Coupe de Bulgarie en 2017 avec le Ludogorets Razgrad
- Finaliste de la Supercoupe de Bulgarie en 2017 avec le Ludogorets Razgrad